# Pierre Canivet
Pierre Henri Canivet (Parigi, 22 maggio 1890 – Garches, 25 gennaio 1982) è stato un giocatore di curling francese.

## Biografia
Partecipò ai I Giochi olimpici invernali  (edizione disputata a Chamonix, Francia, nel 1924), riuscendo a vincere una medaglia di bronzo nella squadra francese con i connazionali Henri Aldebert, Georges André, Armand Bénédic, Henri Cournollet.
Nell'edizione l'argento andò agli svedesi, l'oro alla Gran Bretagna.